# Слобода-Банилов
Слобода-Банилов (укр. Слобода-Банилів) — село в Вашковецкой городской общине Вижницкого района Черновицкой области Украины.
Население по переписи 2001 года составляло 942 человека. Почтовый индекс — 59215. Телефонный код — 3730. Код КОАТУУ — 7320585301.